# 普瓦夫尔群岛
普瓦夫尔群岛（Poivre Atoll）是塞舌尔的一组岛屿，位于塞舌尔外岛，距离塞舌尔首都维多利亚以南268公里。普瓦夫尔群岛是在1771年以1769年至1772年間擔任法兰西岛和留尼汪岛的总督皮埃尔·波微的名字命名  。 
 